# Go (film 1999)
Go – amerykański film z 1999 roku.

## Obsada
- Sarah Polley – Ronna Martin
- Katie Holmes – Claire Montgomery
- Desmond Askew – Simon Baines
- Timothy Olyphant – Todd Gaines
- William Fichtner – Burke
- Jane Krakowski – Irene
- Taye Diggs – Marcus
- J.E. Freeman – Victor Sr.
- Breckin Meyer – Tiny
- Jay Mohr – Zack
- Scott Wolf – Adam
- James Duval – Singh
- Nathan Bexton – Mannie

## Opis fabuły
Film określany przez niektórych jako młodzieżowe Pulp Fiction. Jedna historia opowiadana jest z trzech punktów widzenia.
Ronna Martin (Polley), kasjerka w supermarkecie, potrzebuje 400 dolarów na zapłatę zaległego czynszu. Wraz z koleżanką, Claire Montgomery (Holmes) postanawia zdobyć pieniądze kupując 20 pigułek ecstasy od dealera Todda (Olyphant) i potem sprzedać je z zyskiem. Sprawy jednak komplikują się, gdy okazuje się, że potencjalni kontrahenci współpracują z policją (Fichtner). Tymczasem Simon (Askew), znajomy dziewczyn, jedzie z kolegami zabawić się do Las Vegas i pakuje się w poważne kłopoty.